# Gobardanga
Gobardanga è una suddivisione dell'India, classificata come municipality, di 41.618 abitanti, situata nel distretto dei 24 Pargana Nord, nello stato federato del Bengala Occidentale. In base al numero di abitanti la città rientra nella classe III (da 20.000 a 49.999 persone).

## Geografia fisica
La città è situata a 22° 52' 29 N e 88° 45' 31 E e ha un'altitudine di 5 m s.l.m..

## Società

### Evoluzione demografica
Al censimento del 2001 la popolazione di Gobardanga assommava a 41.618 persone, delle quali 21.128 maschi e 20.490 femmine. I bambini di età inferiore o uguale ai sei anni assommavano a 3.798, dei quali 1.924 maschi e 1.874 femmine. Infine, coloro che erano in grado di saper almeno leggere e scrivere erano 33.109, dei quali 17.812 maschi e 15.297 femmine.